# Vahot Kornélia
Erdélyi Jánosné, vachottfalvi Vahot Kornélia (Gyöngyös, 1817 – Pest, 1842. március 15.) magyar laptulajdonos.

## Családja
A nemesi származású vachottfalvi Vahot család sarja. Apja Vachot Imre, az Eszterházy hercegi uradalom ügyésze volt, édesanyja Hercsúth Janka. Testvérei Vahot Imre, Vachott Sándor. Férje Erdélyi János. Leánya Erdélyi Kornélia Zsuzsanna.

## Élete
Tízéves korától Frau Felber nevelőnőnél tanult Pesten, a Dunához közeli Riepisches Hausban, 1831-ig. Mielőtt férjhez ment, unokabátyja, Kossuth Lajos édesanyjánál lakott, s Meszlényiné Kossuth Zsuzsával is barátságot kötött. Kétszer is volt menyasszony mielőtt Erdélyi Jánossal megismerkedett, 1838 nyarán, 1841. január 23-án jegyezték el egymást, s március 24-én a Deák téri evangélikus templomban kötöttek házasságot. Székács József eskette őket, tanúik között volt Fáy András és Ágoston József. 1842. március 6-án megszületett gyermekük és Kornélia kilenc nappal később gyermekágyi lázban meghalt.
Testvére, Vachott Sándor több versben is megemlékezett róla, Vörösmarty Mihály Az anyátlan lányka című versét ihlette és Sárosi Gyula is írt róla verset.